# Lógica retractable
La lógica retractable es una lógica no monotónica propuesta por Donald Nute para formalizar el razonamiento retractable. En esta lógica hay tres tipos diferentes de proposiciones:
- Reglas estrictas: especifican que un hecho siempre es consecuencia de otro
- Reglas de retractación: especifican que un hecho típicamente es consecuencia de otro
- Subcotización de retractores: especifican excepciones a las reglas de retractación

Puede darse un orden de prioridad entre las reglas de retratación y los retractores. Durante el proceso de la deducción, las reglas estrictas son siempre aplicadas, mientras que una regla retractable puede aplicarse sólo si no hay un retractador de una mayor prioridad que especifique que no debe.